# Katzow
Katzow település Németországban, Mecklenburg-Elő-Pomeránia tartományban. Lakosainak száma 618 fő (2023. december 31.).

## Népesség
A település népességének változása:
| Lakosok száma | 631  | 599  | 573  | 602  | 609  | 618  |
|               | 2010 | 2017 | 2019 | 2021 | 2022 | 2023 |